# Ачанковил
Ачанковил (также: Аченковил, малаялам: അച്ചൻകോവിലാർ) — река в индийском штате Керала. Берёт своё начало при слиянии рек Ришимала, Пасукидаметту и Рамаккалтери; высота истока: 700 м над уровнем моря. Протекает в западном направлении через округа Патанамтитта, Идукки, Аллеппи. Впадает в реку Памба около населённого пункта Вияпурам. Длина составляет 128 км, площадь бассейна — 1484 км².